# Kordina Zsigmond
Kordina Zsigmond (Újszandec, 1848. február 1. – Graz, 1894. június 3.) mérnök, mozdonyszerkesztő, a MÁV Gépgyár mozdonyszerkesztő irodájának főnöke, a gyár igazgató-helyettese volt.

## Életpályája
Édesapja Kordina Károly ezredorvos volt, akinek négy gyermeke közül Zsigmond volt a legidősebb. A család 1849-ben Pankotára költözött. Kordina Zsigmond elemi iskoláit Nagyváradon végezte 1858-ban, majd ugyanitt a minoriták gimnáziumába került. Itt tanulmányait a második évben abbahagyta, és apja lakatosnak adta. 1863-tól gróf Waldstein borossebesi vasgyárában dolgozott, majd Resicára került. 1868-ban az ÁVT Gépgyárába, Bécsbe került, ahol fémesztergályosként kezdett dolgozni. Itt a rendelkezésre álló szabadidejét önképzésre fordította. Kordina tehetségét felismerve a gyár főmérnöke, Charles Haswell rövidesen a rajzteremben alkalmazta őt, majd a kazánkovács-műhely alművezetőjévé nevezték ki. A műhely két évi vezetése után a gyár igazgatója, John Haswell rövidesen a szerkesztőiroda élére állította. 1871-ben mérnökké nevezték ki.
1881-ben a MÁV Gépgyár igazgatója, Zimmermann Frigyes a mozdonygyár szerkesztőirodájának vezetését Kordina Zsigmondra bízta, aki egyben főmérnöki rangot is kapott. A budapesti üzem ekkor még alig nyolc éve foglalkozott mozdonygyártással és azokat legnagyobbrészt osztrák mozdonygyárak tervei alapján készítette. Kordina Zsigmond nevéhez fűződik a gyár szerkesztőirodájának felfejlesztése, melynek köszönhetően egyre inkább saját tervek alapján készülhettek a mozdonyok. Kordina azonban az iroda vezetésén túl a mozdonyok tervezésében tevőlegesen is részt vett. Legismertebb alkotása a legtipikusabb magyar gőzmozdonynak is tartott Ie osztály, de Kordina vezetésével készültek az alábbi mozdonytípusok tervei is:
- Id osztály,
- XII osztály,
- IIIq osztály,
- Ih osztály,
- IVc osztály.

Szerkesztési és vezetési feladatain felül rendszeresen publikált a Magyar Mérnök- és Építész-Egylet Közlönyében, külföldi tanulmányutakon vett részt és a gyárban készült új mozdonyok próbamenetein is rendszeresen jelen volt.
Munkája elismeréseként a kereskedelemügyi miniszter 1887-ben felügyelővé nevezte ki, majd 1890-ben megkapta a Ferenc József-rend lovagkeresztjét is. 1891-ben főfelügyelő lett, 1894. elején pedig a gyár igazgató-helyettesévé nevezték ki. Eközben végig lázasan, pihenést nem ismerve dolgozott, melynek következtében egészsége megromlott – ideg-, gyomor-, majd szívbántalmak jelentkeztek nála. Ennek ellenére nem volt hajlandó üdülést iktatni életébe, emiatt 1893-ban már teljesen kimerülve kénytelen volt több hónapra gyógyulni mennie. Ezt követően újra dolgozni kezdett, azonban egészsége ekkorra már végletesen megromlott: néhány hónappal későbbi, grazi üdülése alatt szívszélhűdésben elhunyt.
Utódjául Dvorák Hubertet nevezték ki.

## Magánélete
1877-ben Kordina házasságot kötött Ritter Rózával. A frigyből hat gyermek született.